# Newarska Wikipedia
Newarska Wikipedia – edycja Wikipedii w języku newarskim. 
Edycja ta została zapoczątkowana w inkubatorze Wikipedii 4 czerwca 2006 roku, a 30 września tego samego roku utworzone w nim hasła i inne strony przeniesiono pod własny adres tej Wikipedii. Proponentem tej wersji językowej był wikipedysta Eukesh, który jest również jedynym jej regularnie edytującym redaktorem. Jest on również operatorem bota EukeshBot.
Wikipedia ta pozostaje w ścisłych kontaktach z Wikipediami tworzonymi w pokrewnych językach: hindi, marathi, tamilskim, między innymi dzieląc z nimi szablony czy boty. 
1 maja 2007 roku liczyła 14 026 artykułów, co w rankingu wszystkich edycji językowych Wikipedii z tegoż dnia pozwalało zajmować jej 53. pozycję. 